# E3 Harelbeke de 2017
A 60.ª edição da clássica ciclista E3 Harelbeke (nome oficial em inglês: Record Bank E3 Harelbeke), celebrou-se na Bélgica a 24 de março de 2017 sobre um percurso de 206,1 km.
A carreira foi parte do UCI World Tour de 2017, calendário ciclístico de máximo nível mundial, sendo a décima primeira carreira de dito circuito.
No sprint final de três corredores belga Greg Van Avermaet da BMC levou-se à vitória da carreira por adiante do campeão nacional Philippe Gilbert da equipa Quick-Step Floors, enquanto o último lugar do pódio foi completado por Oliver Naesen da AG2R La Mondiale.

## Percorrido
A E3 Harelbeke dispôs de um percurso total de 206,1 quilómetros com 15 cotas, igual que a edição anterior, no entanto, mantendo o seu mesmo percurso, onde os primeiros 100 km não têm muita dificuldade a excepção de duas cotas nos quilómetros 29 e 93,2 de carreira. Os últimos 106 km concentraram 13 subidas, onde se destacava o Taaienberg, o Paterberg com o seu pendente de 12 % e 20 de máximo e o Oude Kwaremont com seus 2 200 metros de pavé e uma pendente média do 4,2 %.
| Muros  | Muros               | Muros | Muros           | Muros              | Muros               | Muros        |
| Número | Nome                | Km    | Comprimento (m) | Pendente média (%) | Pendente máxima (%) | km à chegada |
| ------ | ------------------- | ----- | --------------- | ------------------ | ------------------- | ------------ |
| 1      | Kattenberg          | 29    | 600             | 6,7 %              | 8 %                 | 177,1        |
| 2      | La Houppe           | 93,2  | 3440            | 3,32%              | 10 %                | 112,9        |
| 3      | Kruisberg           | 109,5 | 800             | 4,8 %              | 9 %                 | 96,6         |
| 4      | Côte de Trieu       | 117,4 | 1530            | 5 %                | 13,3 %              | 88,7         |
| 5      | Hotondberg          | 121,3 | 1200            | 4%                 | 8 %                 | 88,4         |
| 6      | Kortekeer           | 128,4 | 1000            | 6,4 %              | 17 %                | 77,7         |
| 7      | Taaienberg          | 133,3 | 650             | 9,5 %              | 18 %                | 72,8         |
| 8      | Boigneberg          | 139,6 | 2180            | 5,8 %              | 15 %                | 66,5         |
| 9      | Eikenberg           | 144,1 | 1200            | 5,5 %              | 11%                 | 62           |
| 10     | Stationsberg        | 149,5 | 460             | 3,2 %              | 5,7 %               | 56,6         |
| 11     | Kapelberg           | 159,5 | 900             | 4 %                | 7 %                 | 45,3         |
| 12     | Paterberg           | 164,4 | 700             | 12 %               | 20 %                | 41,7         |
| 13     | Oude Kwaremont      | 167,2 | 2200            | 4,2 %              | 11 %                | 38,9         |
| 14     | Karnemelkbeekstraat | 175   | 1530            | 4,9 %              | 7,3 %               | 31,1         |
| 15     | Tiegemberg          | 186,1 | 1000            | 6,5 %              | 9 %                 | 20           |

| 1 | Beaucarnestraat  | 28,8  | 1200 | 177,3 |
| 2 | Holleweg         | 30,8  | 1500 | 175,3 |
| 3 | Paddestraat      | 42,3  | 2300 | 163,8 |
| 4 | Mariaborrestraat | 150,2 | 2000 | 55,9  |
| 5 | Varentstraat     | 182,6 | 1500 | 23,5  |

## Equipas participantes
Tomaram parte na carreira 25 equipas: 18 de categoria UCI World Tour de 2017 convidados pela organização; 7 de categoria Profissional Continental. Formando assim um pelotão de 200 ciclistas dos que acabaram 112. As equipas participantes foram:
| Equipes WorldTeam (18)- AG2R La Mondiale - Astana - Bahrain-Merida - BMC Racing Team - Bora-Hansgrohe - Cannondale-Drapac - Dimension Data - FDJ - Katusha-Alpecin - Lotto-Soudal - Lotto NL-Jumbo - Movistar Team - Orica-Scott - Quick-Step Floors - Sky - Team Sunweb - Trek-Segafredo - UAE Team Emirates Equipes profissionais Continentais (7)- Direct Énergie - Gazprom-RusVelo - Roompot-Nederlandse Loterij - Sport Vlaanderen-Baloise - Verandas Willems-Crelan - Wanty-Groupe Gobert - WB-Veranclassic-Aqua Protect |
| |

## Classificações finais
- As classificações finalizaram da seguinte forma:[5]

### Classificação geral
| \| Classificação geral \| Classificação geral \| Classificação geral \| Classificação geral \| Classificação geral \| \| Ciclista \| Ciclista \| Equipe \| Tempo \| \| \| ------------------- \| ------------------- \| ------------------- \| ------------------- \| ------------------- \| \| 1. \| Greg Van Avermaet \| BMC Racing Team \| 4h48m17s \| \| \| 2. \| Philippe Gilbert \| Quick-Step Floors \| + 0s \| \| \| 3. \| Oliver Naesen \| AG2R La Mondiale \| + 0s \| \| \| 4. \| Luke Durbridge \| Orica-Scott \| + 40s \| \| \| 5. \| Lukas Pöstlberger \| Bora-Hansgrohe \| + 41s \| \| \| 6. \| Michael Valgren \| Astana \| + 52s \| \| \| 7. \| Sonny Colbrelli \| Bahrain-Merida \| + 52s \| \| \| 8. \| Tom Boonen \| Quick-Step Floors \| + 52s \| \| \| 9. \| Dylan van Baarle \| Cannondale-Drapac \| + 52s \| \| \| 10. \| Alberto Bettiol \| Cannondale-Drapac \| + 52s \| \| \| 11. \| Fabio Felline \| Trek-Segafredo \| + 52s \| \| \| 12. \| Jens Keukeleire \| Orica-Scott \| + 52s \| \| \| 13. \| John Degenkolb \| Trek-Segafredo \| + 52s \| \| \| 14. \| Tiesj Benoot \| Lotto-Soudal \| + 52s \| \| \| 15. \| Luke Rowe \| Team Sky \| + 52s \| \| \| 16. \| Sebastian Langeveld \| Cannondale-Drapac \| + 52s \| \| \| 17. \| Laurens De Vreese \| Astana \| + 52s \| \| \| 18. \| Ignatas Konovalovas \| FDJ \| + 52s \| \| \| 19. \| Niki Terpstra \| Quick-Step Floors \| + 52s \| \| \| 20. \| Daniel Oss \| BMC Racing Team \| + 52s \| \| |                     |                   |          |
| |                     |                   |          |
| Fonte: ProCyclingStats |                     |                   |          |
| Classificação geral |                     |                   |          |
| Ciclista | Ciclista            | Equipe            | Tempo    |
| 1. | Greg Van Avermaet   | BMC Racing Team   | 4h48m17s |
| 2. | Philippe Gilbert    | Quick-Step Floors | + 0s     |
| 3. | Oliver Naesen       | AG2R La Mondiale  | + 0s     |
| 4. | Luke Durbridge      | Orica-Scott       | + 40s    |
| 5. | Lukas Pöstlberger   | Bora-Hansgrohe    | + 41s    |
| 6. | Michael Valgren     | Astana            | + 52s    |
| 7. | Sonny Colbrelli     | Bahrain-Merida    | + 52s    |
| 8. | Tom Boonen          | Quick-Step Floors | + 52s    |
| 9. | Dylan van Baarle    | Cannondale-Drapac | + 52s    |
| 10. | Alberto Bettiol     | Cannondale-Drapac | + 52s    |
| 11. | Fabio Felline       | Trek-Segafredo    | + 52s    |
| 12. | Jens Keukeleire     | Orica-Scott       | + 52s    |
| 13. | John Degenkolb      | Trek-Segafredo    | + 52s    |
| 14. | Tiesj Benoot        | Lotto-Soudal      | + 52s    |
| 15. | Luke Rowe           | Team Sky          | + 52s    |
| 16. | Sebastian Langeveld | Cannondale-Drapac | + 52s    |
| 17. | Laurens De Vreese   | Astana            | + 52s    |
| 18. | Ignatas Konovalovas | FDJ               | + 52s    |
| 19. | Niki Terpstra       | Quick-Step Floors | + 52s    |
| 20. | Daniel Oss          | BMC Racing Team   | + 52s    |

## UCI World Ranking
A E3 Harelbeke outorga pontos para o UCI World Tour de 2017 e o UCI World Ranking, Leste último para corredores das equipas nas categorias UCI Pro Team, Profissional Continental e Equipas Continentais. A seguinte tabela são o barómetro de pontuação e os corredores que obtiveram pontos:
| Posição   | 1º  | 2º  | 3º  | 4º  | 5º  | 6º  | 7º  | 8º  | 9º | 10º |
| Pontuação | 400 | 320 | 260 | 220 | 180 | 140 | 120 | 100 | 80 | 68  |

| 1.º  | Greg Van Avermaet | BMC Racing        | 400 |
| 2.º  | Philippe Gilbert  | Quick-Step Floors | 320 |
| 3.º  | Oliver Naesen     | AG2R La Mondiale  | 260 |
| 4.º  | Luke Durbridge    | Orica-Scott       | 220 |
| 5.º  | Lukas Pöstlberger | Bora-Hansgrohe    | 180 |
| 6.º  | Michael Valgren   | Astana            | 140 |
| 7.º  | Sonny Colbrelli   | Bahrain Merida    | 120 |
| 8.º  | Tom Boonen        | Quick-Step Floors | 100 |
| 9.º  | Dylan van Baarle  | Cannondale-Drapac | 80  |
| 10.º | Alberto Bettiol   | Cannondale-Drapac | 68  |